# Saison 2016-2017 de l'OGC Nice
Maillots
Chronologie
Saison précédente Saison suivante
La saison 2016-2017 de l'OGC Nice voit le club s'engager dans trois compétitions nationales que sont la Ligue 1, la Coupe de France, et la Coupe de la Ligue, ainsi que Ligue Europa pour la seconde fois en 4 ans grâce à leur quatrième place de la saison précédente, où il rentreront directement en phase de poule après l'échec en barrage de l'été 2013.

## Résumé de la saison

### Avant-saison
Les Aiglons reprennent l'entraînement le 29 juin, comme la saison précédente, avec un nouvel entraîneur (Lucien Favre). De nombreux joueurs phares de la saison dernière, comme Hatem Ben Arfa ou Valère Germain, ont fait leurs valises.
Le groupe professionnel, accompagné des deux joueurs ayant signé un contrat Élite au début de la saison (les jeunes Malang Sarr et Vincent Marcel) et de ses deux premières recrues estivales (le gardien Walter Benitez et le défenseur gauche Dalbert Henrique) ont pris la direction de Divonne-les-Bains le 9 juillet pour la quatrième année consécutive dans le cadre du stage d'avant-saison. Ils y rencontrent en amical le Servette Genève le samedi suivant, pour conclure le stage. Ce premier match de préparation aboutira sur un score nul de 1 partout (but d'Alassane Pléa).
Une semaine plus tard, les Aiglons sont attendus à Sousse pour y affronter L'étoile du Sahel, champion de Tunisie en titre. Malheureusement l'OGC Nice s'incline sur le score de 2-1 (but de Vincent Marcel).
Après une quatrième semaine de préparation, ils affrontent Toulouse à domicile au stade Charles-Ehrmann devant près de 2000 supporters. Nice s'incline de nouveau sur le score de 2-1 (but d'Alexy Bosetti).
Le quatrième match de préparation intervient 3 jours après face à un adversaire de taille, le SSC Napoli, dauphin de Serie A la saison dernière (et donc qualifié pour la Ligue des Champions), au stade San Paolo. Après une cérémonie d'avant-match célébrant les 90 ans du club italien, le Gym s'incline 3 buts à 0, mais n'a pas démérité lors d'une rencontre où il est encore question de trouver des automatismes.
Pour le dernier match de préparation, le Gym affronte le Sporting Clube de Portugal à Faro pour le compte de l'Algrave Summer Cup. L'équipe Portugaise compte notamment dans ses rangs quelques récents champions d'Europe comme le gardien Rui Patrício ou le milieu Adrien Silva. La rencontre se solde finalement par le score de 0 à 0, Alassane Pléa manquant notamment un penalty.

### Championnat
Le championnat de Ligue 1 débute par la réception, à l'Allianz Riviera, du Stade rennais, le dimanche 14 août (17h). Elle se conclut par une victoire, la première sous l'ère Lucien Favre, fraîchement arrivé en remplacement de Claude Puel. Le seul but de la rencontre est signé Malang Sarr, jeune défenseur central (17 ans), sorti du centre de formation niçois, qui disputait là le premier match professionnel de sa carrière. Le premier déplacement de la saison intervient le samedi 20 août (20h) face au SCO Angers, au Stade Jean-Bouin. Alassane Pléa inscrit le but victorieux de la rencontre à la 4e minute, pour son premier but avec Nice cette saison. L'OGC Nice est un des trois clubs (avec l'Olympique lyonnais et le Paris SG) à remporter les deux premières rencontres de la saison. Pour le compte de la 3e journée, Nice reçoit le LOSC Lille le samedi 27 août 2016. Le club azuréen décroche le match nul (1-1) au terme des 90 minutes, avec un but inscrit par Vincent Koziello en tout début de match. Le Gym reste invaincu à la trêve internationale, avant de recevoir l'Olympique de Marseille pour le premier derby de la saison le dimanche 10 septembre (20h45).
Un derby dans lequel est titulaire pour la première fois, l'attaquant international italien Mario Balotelli (26 ans) et le défenseur central international brésilien Dante (31 ans). Dans un 3-5-2 inédit, le Gym livre une belle prestation avec l'ouverture du score de... Mario Balotelli, dès la 7e minute sur penalty. Nice se fait rejoindre au score quelques minutes plus tard par Florian Thauvin, et concède même le 2e but marseillais par l'attaquant français Bafétimbi Gomis. À la 76e minute, les Aiglons égalisent par sa recrue phare Mario Balotelli, qui en profite pour inscrire un doublé, soit autant de buts en un match qu'en deux saisons avec le Liverpool Football Club et le Milan AC. Finalement, le Gym l'emporte en toute fin de match, avec un superbe but lointain du jeune milieu Wylan Cyprien, recruté cet été au RC Lens. Nice est toujours invaincu, et se déplace à Montpellier le week-end qui suit, après un match en milieu de semaine face à Schalke 04, en Coupe d'Europe. Pour faire face à l’enchaînement des matchs, le coach Lucien Favre fait tourner l'équipe lors du déplacement à Montpellier. À la suite de l'ouverture des Héraultais via un pénalty concédé par Malang Sarr et transformé par Ryad Boudebouz, l'ancien Montpellierain Younès Belhanda égalise en toute fin de match sur une belle passe du jeune attaquant Anastasios Donis, permettant aux Niçois d'arracher le match nul. C'est encore une semaine à 3 matchs pour les Aiglons de Lucien Favre : 3 jours après avoir affronté le Montpellier HSC, c'est l'AS Monaco qui se présente. Plus d'une semaine après la réception de l'OM, c'est un autre derby, celui de la Côte d'Azur. Les Monégasques se trouvent à la première place du classement avant la rencontre, juste devant... l'OGC Nice. Cette affiche (programmée à 19h) promet d'être alléchante et c'est ce qu'il s'est passé. Alors qu'on s'attendait à un match serré voire fermé, avec une domination monégasque, il n'en est rien et les Niçois font un carton devant plus de 21 000 spectateurs. Après un quart d'heure où l'ASM mettait la pression devant les cages niçoises, ce sont les Aiglons qui ouvrent le score sur coup de pied arrêté : un coup franc tiré par Jean-Michaël Seri arrive sur la tête du défenseur et capitaine Paul Baysse qui inscrit son premier but sous les couleurs niçoises. Quelques minutes plus tard, c'est la star italienne Mario Balotelli qui double la mise sur un contre-éclair et un service parfait de Younès Belhanda, également très en forme. Le score est de 2-0 à la pause. Au retour des vestiaires, le même Balotelli inscrit un doublé, servi par Ricardo Pereira. Les Monégasques, dépassés dans tous les domaines, provoquent un penalty en fin de match sur une faute de Tiémoué Bakayoko, qui prend un carton rouge synonyme d'expulsion, sur Valentin Eysseric. C'est Alassane Pléa qui tire mais qui bute sur Subasic. En partie grâce au soutien du public, Plea inscrit un dernier but de la tête en toute fin de rencontre. Le Gym dépasse donc Monaco et termine leader de cette 6e journée de L1, avant un déplacement à l'AS Nancy-Lorraine, où les Aiglons remportent une nouvelle fois la rencontre, sur un unique but d'Alassane Pléa (60e).
Nice reçoit le FC Lorient lors de la journée suivante, à l'Allianz Riviera. Après une ouverture rapide du score par Ricardo Pereira, les Aiglons finissent pas s'imposer en toute fin de match contre Lorient grâce au 5e but, sublime, de Mario Balotelli, et conservent ainsi leur place de leader à la trêve. Pour le retour à la compétition, les Niçois doivent se défaire de l'Olympique Lyonnais, ce qu'il font aisément au terme d'un match maîtrisé de bout en bout, s'imposant 2-0 avec des buts de Paul Baysse et Jean-Michaël Seri. L'AS Monaco étant défait par Toulouse FC dans le même temps, Nice prend 4 points d'avance en tête de la L1 et s'assure quoi qu'il arrive d'y rester à l'issue de la prochaine journée, en se prenant le luxe de mettre son adversaire du soir à 10 points. Pour le compte de la 10e journée de Ligue 1, le Gym se déplace à Metz, trois jours après leur première victoire en Ligue Europa sur le terrain du Red Bull Salzbourg, mais doit compter sur les absences de leur buteur phare Mario Balotelli, de leur défenseur central et capitaine Paul Baysse et de leur latéral Dalbert Henrique. Comme en Autriche, c'est Alassane Pléa qui débloque la situation en marquant dès la 12e minute de jeu sur un superbe service de Jean-Michaël Seri (4e passe décisive en championnat). Après l'égalisation de Metz par Habib Diallo, il récidivera sur pénalty à la 38e, puis, après une nouvelle égalisation des Lorrains, Pléa marquera le troisième but (83e). Il conclut donc le match en ayant marqué un triplé, son premier en Ligue 1. Le Gym, lui, pointe encore à la première place du championnat avec toujours 4 points d'avance sur son voisin monégasque, second. Venu la 11e journée de championnat, le Gym a l'occasion d’accroître son avance en tête à la suite du match nul des Monégasques sur la pelouse de l'AS Saint-Étienne, ce qui ne manque pas de se produire grâce à une victoire 4-1 contre le FC Nantes, pourtant bête noire des Aiglons. Mario Balotelli et Alassane Pléa y vont tous les deux de leurs buts, ce qui permet au Franco-Malien de rester une unité devant son compère au classement des buteurs du club, alors que Wylan Cyprien claque son premier doublé en Ligue 1. Jean-Michaël Seri s'illustrera lui avec deux passes décisives, ce qui lui permet de s'ancrer solidement en tête des passeurs du championnat avec 6 unités.
La semaine suivante, le Gym se déplace à Caen et n'inscrit pas de but, ce qui amène le Gym à subir sa première défaite cette saison en Ligue 1 (1-0, but de Rodelin sur pénalty). Au retour de la trêve internationale, Nice se déplace au stade Geoffroy-Guichard où ils affrontent l'AS Saint-Étienne. Les Azuréens restent sur une défaite mais ne se feront pas attendre pour renouer avec la victoire puisque les hommes de Lucien Favre remportent la confrontation face aux Verts, sur un but de Valentin Eysseric, qui inscrit son premier but cette saison face à son ancien club. Par la suite, les Aiglons jouent le SC Bastia pour le dernier derby de l'année 2016. Le Gym entame bien sa rencontre en inscrivant un but, par l'intermédiaire d'Alassane Pléa. Le Bastiais Enzo Crivelli égalise à l'heure de jeu, et scelle le résultat de cette rencontre. L'OGC Nice enchaîne les rencontres - 10 matchs en 31 jours (!) - et se déplace à Guingamp. Menés dans le jeu, les Aiglons ne le seront pas puisque Younès Belhanda inscrit le but de la victoire dès la 5e minute.
Les Aiglons débutent le dernier mois de l'année 2016 par une victoire retentissante 3 buts à 0 face au Toulouse FC. Les buteurs niçois sont Alassane Pléa, Younès Belhanda et Jean-Michaël Seri.
Une semaine plus tard, et entre deux matchs de Coupes (Ligue Europa ; Coupe de la Ligue), le Gym de Lucien Favre se déplace au Parc des Princes pour affronter le PSG, pour le choc de la 17e journée. Les Niçois mènent 2 buts à 0 à la mi-temps, à la surprise générale, grâce à Alassane Pléa et Wylan Cyprien mais se font reprendre en seconde période par deux fois. Le score final est de
2-2. La dernière rencontre à domicile de l'année civile arrive à grands pas, et le Gym reçoit le Dijon FCO, devant près de 30 000 spectateurs. Un match où la superstar italienne Mario Balotelli s'illustre par un doublé, pour le plus grand bonheur des supporters niçois, même si Dijon avait réussi à égaliser sur pénalty après le premier but niçois. Enfin, pour boucler cette première partie de saison magnifique, Nice se déplace au Matmut Atlantique de Bordeaux. Une rencontre qui n'aura pas connu de but, mais 2 exclusions dans les dernières minutes de la rencontre, toutes du côté niçois (Mario Balotelli et Younès Belhanda).

### Coupe de la Ligue
Le club étant qualifié pour la phase de groupes de la Ligue Europa, il entre en lice directement en 8e de finale de la Coupe de la Ligue. Le tirage pour déterminer le premier adversaire du Gym, effectué le 12 septembre, lui attribue comme adversaire le vainqueur du 16e de finale opposant La Berrichonne de Châteauroux, évoluant en National, aux Girondins de Bordeaux, rencontre qui se déroule le 26 octobre. Le résultat (2-0) est favorable aux Bordelais qui recevront l'OGC Nice, en 8e de finale.

### Ligue Europa
Qualifié pour la phase de poules de Ligue Europa grâce à une quatrième place acquise en Championnat la saison précédente, l'OGC Nice se retrouve dans le groupe I, avec le FC Schalke (Allemagne), le FC Salzbourg (Autriche) et le FK Krasnodar (Russie).
Pour la première journée de phase de poules, le Gym reçoit Schalke 04, plus de 19 ans après sa dernière participation en Ligue Europa. Étouffé par le pressing incessant des Allemands, l'OGC Nice craque dans le dernier quart d'heure et perd son premier match (0-1, but d'Abdul Baba Rahman). Le deuxième match se déroule en Russie, où les Aiglons affrontent le FK Krasnodar. Malgré deux buts inscrits par Mario Balotelli et Wylan Cyprien, le Gym s'incline lourdement et encaisse cinq buts. Les Aiglons doivent gagner leur prochain match, en Autriche face à Salzbourg, pour espérer une qualification en 16e de finale de la "petite" coupe européenne. Ce sera chose faite le 20 octobre puisque les Aiglons s'imposent grâce à une réalisation d'Alassane Plea (12e), devant plus de 1200 supporters niçois, venus faire le déplacement en Autriche en nombre.
Lors du premier match de la phase retour, les Aiglons reçoivent le FC Salzbourg, sur une bonne dynamique puisqu'ils sont en tête de la Ligue 1 et ont remporté leur dernier match européen face à cette même équipe. Mais tout ne se passe pas comme prévu, et les Aiglons s'inclinent en deux minutes, sur un rapide doublé du Sud-Coréen Hwang (20 ans), qui vient inscrire les buts de la victoire et de la relance pour les Autrichiens du FC Salzbourg, qui ne comptaient alors aucun point dans cette compétition. De son côté, l'OGC Nice compromet un peu plus sa qualification pour les rencontres à élimination directe, et doit battre le FK Krasnodar et Schalke 04 pour être quasiment assuré de continuer leur aventure européenne. Malheureusement, le Gym ne fera pas l'exploit de battre Schalke 04, lors de la 5e journée, et s'incline à Gelsenkirchen malgré une bonne prestation des Niçois, où Anastasios Donis et Olivier Boscagli sont titulaires pour la première fois cette saison. L'histoire se termine finalement sur une bonne note, avec une victoire 2-1 à la maison, face au FK Krasnodar dans une dernière journée sans enjeu pour aucune des deux équipes. On notera les premières minutes en pro de Hicham Mahou, Romain Perraud et Patrick Burner, qui livreront tous un bon match par ailleurs. Mahou offre même une passe décisive à Maxime Le Marchand pour son premier match depuis sa blessure aux ligaments croisés en fin de saison passée, sur un corner d'Alexy Bosetti, lui aussi auteur d'un but sur ses premières minutes de la saison.

## Effectif professionnel actuel
L'effectif professionnel de la saison 2016-2017 est entraîné par Lucien Favre.

## Équipe type
| Cardinale Dante Baysse(C) Ricardo Dalbert Seri Cyprien Koziello Belhanda Pléa Balotelli |

## Détail des matchs

### Matchs amicaux (avant-saison)
L'OGC Nice a affronté 5 équipes lors de sa préparation d'avant saison dans le cadre de sa tournée d'été. Ces équipes sont :
- Servette FC
- Étoile du Sahel
- Toulouse FC
- SSC Naples
- Sporting Portugal

### Ligue 1

#### Classement
| Rang | Équipe                      | Pts | J  | G  | N  | P  | Bp  | Bc | Diff | Qualification ou relégation                                                     |
| ---- | --------------------------- | --- | -- | -- | -- | -- | --- | -- | ---- | ------------------------------------------------------------------------------- |
| 1    | AS Monaco                   | 95  | 38 | 30 | 5  | 3  | 107 | 31 | +76  | Qualification pour la phase de groupes de la Ligue des champions                |
| 2    | Paris Saint-Germain T S L C | 87  | 38 | 27 | 6  | 5  | 83  | 27 | +56  | Qualification pour la phase de groupes de la Ligue des champions                |
| 3    | OGC Nice                    | 78  | 38 | 22 | 12 | 4  | 63  | 36 | +27  | Qualification pour le troisième tour de qualification de la Ligue des champions |
| 4    | Olympique lyonnais          | 67  | 38 | 21 | 4  | 13 | 77  | 48 | +29  | Qualification pour la phase de groupes de la Ligue Europa                       |
| 5    | Olympique de Marseille      | 62  | 38 | 17 | 11 | 10 | 57  | 41 | +16  | Qualification pour le troisième tour de qualification de la Ligue Europa        |

### Coupe de la Ligue
L'OGC Nice est éliminée dès son entrée dans la compétition, en 8e de finale, par les Girondins de Bordeaux sur un score de 3 à 2.

### Coupe de France
L'OGC Nice est éliminée dès son entrée dans la compétition, en 32e de finale, par le FC Lorient sur un score de 2 à 1.

### Ligue Europa 2016-2017
L'OGC Nice est éliminée dès la phase de poule, en se classant dernière de celle-ci. Le club aura remporté 2 victoires pour 4 défaites contre les équipes suivantes :
- Schalke 04
- FK Krasnodar
- Red Bull Salzbourg

## Saison 2016-2017

### Équipementier et sponsors
L'OGC Nice inaugure pour cette nouvelle saison un partenariat avec l'équipementier Italien Macron.
Parmi les sponsors de l'OGC Nice figurent Les Mutuelles du Soleil, Pizzorno Environnement, la métropole Nice Côte d'Azur, Winamax, Airton, Hyundai et la ville de Nice pour la Ligue 1.
Toutefois, en Ligue Europa, les deux premiers sont remplacés respectivement par Ctrip, la société des nouveaux actionnaires Chinois, et Le Point Rose, une association caritative.

### Derbys de la saison

#### Championnat
| Club     | Aller       | Total | Retour      | Club                   |
| -------- | ----------- | ----- | ----------- | ---------------------- |
| OGC Nice | 3 - 2 (J4)  | 4 - 4 | 1 - 2 (J36) | Olympique de Marseille |
| OGC Nice | 4 - 0 (J6)  | 4 - 3 | 0 - 3 (J23) | AS Monaco FC           |
| OGC Nice | 1 - 1 (J14) | 2 - 2 | 1 - 1 (J21) | SC Bastia              |

#### Résultats par journée
| Journée   | 01 | 02 | 03 | 04 | 05 | 06  | 07  | 08  | 09  | 10  | 11  | 12  | 13  | 14  | 15  | 16  | 17  | 18  | 19  | 20 | 21 | 22 | 23 | 24 | 25 | 26 | 27 | 28 | 29 | 30 | 31 | 32 | 33 | 34 | 35 | 36 | 37 | 38 |
| --------- | -- | -- | -- | -- | -- | --- | --- | --- | --- | --- | --- | --- | --- | --- | --- | --- | --- | --- | --- | -- | -- | -- | -- | -- | -- | -- | -- | -- | -- | -- | -- | -- | -- | -- | -- | -- | -- | -- |
| Terrain   | D  | E  | D  | D  | E  | D   | E   | D   | D   | E   | D   | E   | E   | D   | E   | D   | E   | D   | E   | D  | E  | D  | E  | D  | E  | E  | D  | E  | D  | E  | D  | E  | D  | E  | D  | E  | D  | E  |
| Résultats | V  | V  | N  | V  | N  | V   | V   | V   | V   | V   | V   | D   | V   | N   | V   | V   | N   | V   | N   | N  | N  | V  | D  | V  | N  | V  | V  | V  | N  | N  | V  | V  | V  | N  | V  | D  | D  | N  |
| Points    | 3  | 6  | 7  | 10 | 11 | 14  | 17  | 20  | 23  | 26  | 29  | 29  | 32  | 33  | 36  | 39  | 40  | 43  | 44  | 45 | 46 | 49 | 49 | 52 | 53 | 56 | 59 | 62 | 63 | 64 | 67 | 70 | 73 | 74 | 77 | 77 | 77 | 78 |
| Place     | 5e | 3e | 3e | 2e | 2e | 1re | 1re | 1re | 1re | 1re | 1re | 1re | 1re | 1re | 1re | 1re | 1re | 1re | 1re | 2e | 2e | 2e | 3e | 3e | 3e | 3e | 3e | 3e | 3e | 3e | 3e | 3e | 3e | 3e | 3e | 3e | 3e | 3e |

Source : lfp.fr (Ligue de football professionnel)
Terrain : D = Domicile ; E = Extérieur. Résultat : D = Défaite ; N = Nul ; V = Victoire.

### Statistiques diverses

#### Meilleurs buteurs
Ligue 1 et coupes
|    | Buteur             | L1 | EL | CDF | CDL | Total |
| -- | ------------------ | -- | -- | --- | --- | ----- |
| 1  | Mario Balotelli    | 15 | 1  | 0   | 1   | 17    |
| 2  | Alassane Pléa      | 11 | 1  | 1   | 1   | 14    |
| 3  | Wylan Cyprien      | 8  | 1  | 0   | 0   | 9     |
| 4  | Jean-Michaël Seri  | 7  | 0  | 0   | 0   | 7     |
| 5  | Anastasios Donis   | 5  | 0  | 0   | 0   | 5     |
| 6  | Valentin Eysseric  | 4  | 0  | 0   | 0   | 4     |
| 7  | Younès Belhanda    | 3  | 0  | 0   | 0   | 3     |
| 7  | Mickaël Le Bihan   | 3  | 0  | 0   | 0   | 3     |
| 9  | Paul Baysse        | 2  | 0  | 0   | 0   | 2     |
| 9  | Ricardo Pereira    | 2  | 0  | 0   | 0   | 2     |
| 11 | Malang Sarr        | 1  | 0  | 0   | 0   | 1     |
| 11 | Vincent Koziello   | 1  | 0  | 0   | 0   | 1     |
| 11 | Arnaud Souquet     | 1  | 0  | 0   | 0   | 1     |
| 11 | Alexy Bosetti      | 0  | 1  | 0   | 0   | 1     |
| 11 | Maxime Le Marchand | 0  | 1  | 0   | 0   | 1     |
|    | 15 buteurs         | 63 | 5  | 1   | 2   | 71    |

#### Meilleurs passeurs
Ligue 1 et coupes
|    | Passeur           | L1 | EL | CDF | CDL | Total |
| -- | ----------------- | -- | -- | --- | --- | ----- |
| 1  | Jean-Michaël Seri | 10 | 0  | 0   | 0   | 10    |
| 2  | Valentin Eysseric | 7  | 1  | 0   | 0   | 8     |
| 3  | Younès Belhanda   | 6  | 0  | 0   | 0   | 6     |
| 4  | Arnaud Souquet    | 5  | 0  | 0   | 0   | 5     |
| 5  | Ricardo Pereira   | 4  | 0  | 0   | 0   | 4     |
| 6  | Wylan Cyprien     | 3  | 0  | 0   | 0   | 3     |
| 6  | Dante Bonfim      | 3  | 0  | 0   | 0   | 3     |
| 8  | Alassane Pléa     | 2  | 0  | 0   | 0   | 2     |
| 8  | Dalbert Henrique  | 2  | 0  | 0   | 0   | 2     |
| 8  | Malang Sarr       | 1  | 1  | 0   | 0   | 2     |
| 8  | Mario Balotelli   | 1  | 0  | 0   | 1   | 2     |
| 12 | Mathieu Bodmer    | 1  | 0  | 0   | 0   | 1     |
| 12 | Rémi Walter       | 1  | 0  | 0   | 0   | 1     |
| 12 | Anastasios Donis  | 1  | 0  | 0   | 0   | 1     |
| 12 | Mickaël Le Bihan  | 1  | 0  | 0   | 0   | 1     |
| 12 | Paul Baysse       | 1  | 0  | 0   | 0   | 1     |
| 12 | Vincent Koziello  | 1  | 0  | 0   | 0   | 1     |
| 12 | Hicham Mahou      | 0  | 1  | 0   | 0   | 1     |
| 12 | Vincent Marcel    | 0  | 0  | 1   | 0   | 1     |
|    | 19 passeurs       | 50 | 3  | 1   | 1   | 55    |

#### Aiglon du mois
Chaque mois, les internautes élisent le meilleur joueur du mois écoulé sur le site officiel du club.
| Mois      | Joueur            |
| --------- | ----------------- |
| Août      | Vincent Koziello  |
| Septembre | Mario Balotelli   |
| Octobre   | Alassane Pléa     |
| Novembre  | Younès Belhanda   |
| Décembre  | Wylan Cyprien     |
| Janvier   | Arnaud Souquet    |
| Février   | Wylan Cyprien     |
| Mars      | Jean Michaël Seri |
| Avril     | Valentin Eysseric |
| Mai       | Anastasios Donis  |

### Autres

#### Buts
- Premier but de la saison :  Malang Sarr (contre Rennes, le 14/08/2016)
- Premier penalty :  Mario Balotelli (contre Marseille, le 11/09/2016)
- Premier doublé :  Mario Balotelli (contre Marseille, le 11/09/2016)
- Premier triplé :  Alassane Pléa (contre Metz, le 23/10/2016)
- But le plus rapide d'une rencontre : 4e ( Alassane Pléa contre Angers, le 20/08/2016 et Vincent Koziello contre Lille, le 27/08/2016)
- But le plus tardif d'une rencontre : 92e ( Wylan Cyprien contre Metz, le 23/10/2016 et  Anastasios Donis contre Paris, le 30/04/2017)
- Plus grande marge : 4 buts (contre Monaco, le 21/09/2016)
- Plus grand nombre de buts marqués : 4 buts (contre Monaco le 21/09/2016, contre Metz le 23/10/2016 , contre Nantes le 30/10/2016)
- Plus grand nombre de buts marqués en une mi-temps : 2 buts :
  - Deuxième mi-temps du match contre Marseille, le 11/09/2016
  - Première mi-temps du match contre Monaco, le 21/09/2016
  - Deuxième mi-temps du match contre Monaco, le 21/09/2016
  - Première mi-temps du match contre Metz, le 23/10/2016
  - Deuxième mi-temps du match contre Metz, le 23/10/2016
  - Première mi-temps du match contre Nantes, le 30/10/2016
  - Deuxième mi-temps du match contre Nantes, le 30/10/2016
  - Première mi-temps du match contre Toulouse, le 04/12/2016
  - Première mi-temps du match contre Paris, le 11/12/2016
  - Première mi-temps du match contre Guingamp, le 29/01/2017
  - Deuxième mi-temps du match contre Rennes, le 12/02/2017
  - Deuxième mi-temps du match contre Montpellier, le 24/02/2017
  - Deuxième mi-temps du match contre Caen, le 10/03/2017
  - Première mi-temps du match contre Bordeaux, le 02/04/2017
  - Première mi-temps du match contre Lille, le 07/04/2017
  - Deuxième mi-temps du match contre Nancy, le 15/04/2017
  - Deuxième mi-temps du match contre Paris, le 30/04/2017

#### Discipline
- Premier carton jaune :  Dalbert Henrique (48e contre Angers, le 20/08/2016)
- Premier carton rouge :  Mario Balotelli (91e contre Bordeaux, 21/12/2016)
- Carton jaune le plus rapide : 11e (Malang Sarr contre Paris, le 11/12/2016)
- Carton jaune le plus tardif : 94e (Younès Belhanda contre Saint-Étienne, le 20/11/2016)
- Carton rouge le plus rapide : 69e (Mario Balotelli contre Lorient, le 18/02/2017)
- Carton rouge le plus tardif : 94e (Younès Belhanda contre Bordeaux, le 21/12/2016)
- Plus grand nombre de cartons jaunes dans un match : 3:
  - Contre Lorient, le 02/10/2016
  - Contre Lyon, le 14/10/2016
  - Contre Caen, le 06/11/2016
  - Contre Paris, le 11/12/2016
  - Contre Guingamp, le 29/01/2017
  - Contre Bordeaux, le 02/04/2017
- Plus grand nombre de cartons rouges dans un match : 2 (contre Bordeaux, le 21/12/2016)

Cartons jaunes
|    | Joueur             | L1 | EL | CDF | CDL | Total |
| -- | ------------------ | -- | -- | --- | --- | ----- |
| 1  | Mario Balotelli    | 6  | 3  | 0   | 1   | 10    |
| 2  | Younès Belhanda    | 7  | 0  | 0   | 0   | 7     |
| 2  | Dalbert Henrique   | 5  | 2  | 0   | 0   | 7     |
| 4  | Vincent Koziello   | 4  | 1  | 0   | 0   | 5     |
| 5  | Malang Sarr        | 4  | 0  | 0   | 0   | 4     |
| 5  | Valentin Eysseric  | 3  | 1  | 0   | 0   | 4     |
| 5  | Dante Bonfim       | 3  | 1  | 0   | 0   | 4     |
| 5  | Yoan Cardinale     | 2  | 2  | 0   | 0   | 4     |
| 9  | Arnaud Souquet     | 3  | 0  | 0   | 0   | 3     |
| 9  | Wylan Cyprien      | 2  | 0  | 1   | 0   | 3     |
| 9  | Jean-Michaël Seri  | 1  | 2  | 0   | 0   | 3     |
| 12 | Ricardo Pereira    | 2  | 0  | 0   | 0   | 2     |
| 12 | Mathieu Bodmer     | 2  | 0  | 0   | 0   | 2     |
| 12 | Mounir Obbadi      | 2  | 0  | 0   | 0   | 2     |
| 16 | Alassane Pléa      | 1  | 0  | 0   | 0   | 1     |
| 16 | Anastasios Donis   | 1  | 0  | 0   | 0   | 1     |
| 16 | Maxime Le Marchand | 1  | 0  | 0   | 0   | 1     |
| 16 | Paul Baysse        | 0  | 1  | 0   | 0   | 1     |
| 16 | Olivier Boscagli   | 0  | 1  | 0   | 0   | 1     |
| 16 | Vincent Marcel     | 0  | 1  | 0   | 0   | 1     |

Cartons rouges
|   | Joueur          | L1 | EL | CDF | CDL | Total |
| - | --------------- | -- | -- | --- | --- | ----- |
| 1 | Mario Balotelli | 2  | 0  | 0   | 0   | 2     |
| 2 | Younès Belhanda | 1  | 0  | 0   | 0   | 1     |